# Fania Kaplan
Fania Efimovna Kaplan (nume de familie original Roitman, n. 10 februarie 1890, Novîci, Zaslavsky Uyezd⁠(d), gubernia Volînia⁠(d), Imperiul Rus – d. 3 septembrie 1918, Moscova, Moscow region (1917-1918)⁠(d), RSFS Rusă) este atentatoarea prezumtivă la viața lui Vladimir Ilici Lenin. Fania Kaplan s-a născut, conform propriilor declarații, în familia numeroasă (avea patru frați și trei surori) a unor intelectuali evrei din provincia Volînia.  În 1906, ca anarhistă, a încercat să comită un atentat cu bombă. A fost rănită și mai apoi, condamnată la muncă silnică veșnică, adică pe o perioadă nedeterminată. Primii ani i-a petrecut în închisoarea de muncă grea Malțev, lângă Orel, iar mai apoi, la minele de argint  de la Cita, din Siberia. În timpul detenției, a renunțat la anarhism și a adoptat doctrina socialist revoluționară. A fost eliberată după victoria revoluției din 1917. Familia sa emigrase în America în 1911. 
Atentatul s-a petrecut pe 30 august 1918, în timp ce liderul bolșevic părăsea clădirea unei fabrici unde participase la un miting muncitoresc. Lenin a fost împușcat, conform martorilor, de trei ori, două gloanțe rănindu-l la umăr și la piept. Conform declarațiilor lui Fania Kaplan, ea a încercat să-l ucidă pe Lenin pentru că îl considera un „trădător” și pentru că „… cu cât va trăi mai mult, cu atât va îngropa mai adânc ideea de socialism. Pentru zeci de ani.” 
Fania Kaplan nu a fost judecată. A fost împușcată la ora 4 dimineața, în data de 4 septembrie 1918, de către comandantul militar al Kremlinului, într-un garaj, cu motorul unei mașini în funcțiune. La execuție a fost invitat și un poet bolșevic, Demian Bednîi, ca să se „inspire din revoluție”. 
A circulat legenda lui Lenin cel blând, conform căreia victima atentatului ar fi cerut să se cruțe viața atentatoarei, care ar fi fost văzută în 1932 sau chiar în 1938 în gulagul de la  Solovki sau Kolîma.
Există numeroase semne de întrebare asupra vinovăției lui Fania Kaplan. Este de presupus că ea nu a făcut decât să ia vina asupra ei. Faptele care pledează pentru nevinovăția ei sunt următoarele:
- Nimeni nu a văzut-o pe Fania Kaplan trăgând asupra lui Lenin. Toți martorii interogați au văzut „o mână de femeie” care ținea un pistol; [necesită citare]
- Fania Kaplan era mioapă, în momentul atentatului nu purta ochelari, iar în conformitate cu mărturia unei colege de detenție, era aproape oarbă; [necesită citare]
- Toți cei 18 martori interogați au spus că au auzit trei focuri de armă, iar de la locul atentatului au fost ridicate patru tuburi goale și un pistol aruncat pe jos. La CEKA această armă a fost predată abia după trei zile. Dar în momentul când a fost arestată după atentat, Fania Kaplan avea în poșetă un pistol cu care a pretins că l-a atacat pe Lenin! [necesită citare]
- Există unele dovezi că un anumit Protopopov, adjunctul șefului unei unități CEKA, ar fi participat la atentat și ar fi fost arestat în aceiași zi, fiind executat o zi mai târziu; [necesită citare]
- În 1963, când s-a încercat o redeschidere a dosarului de cercetare a tentativei de asasinat, paginile 11, 84, 87, 90 și 94 lipseau. [necesită citare]

Nu s-a făcut nici o încercare serioasă de cercetare a cazului. „Tentativa Kaplan” le-a oferit bolșevicilor pretextul pentru a lansa o teroare masivă la nivelul întregii țări. Li s-a oferit posibilitatea să se răfuiască cu proaspeții lor aliați și competitori la putere, social-revoluționarii de stânga, câștigând astfel monopolul asupra puterii.